# Jules Boucherit
Pour les articles homonymes, voir Boucherit.
Jules Eugène Boucherit, né le 29 mars 1877 à Morlaix (Finistère), et mort le 1er avril 1962 à Paris 16e, est un violoniste français.

## Biographie

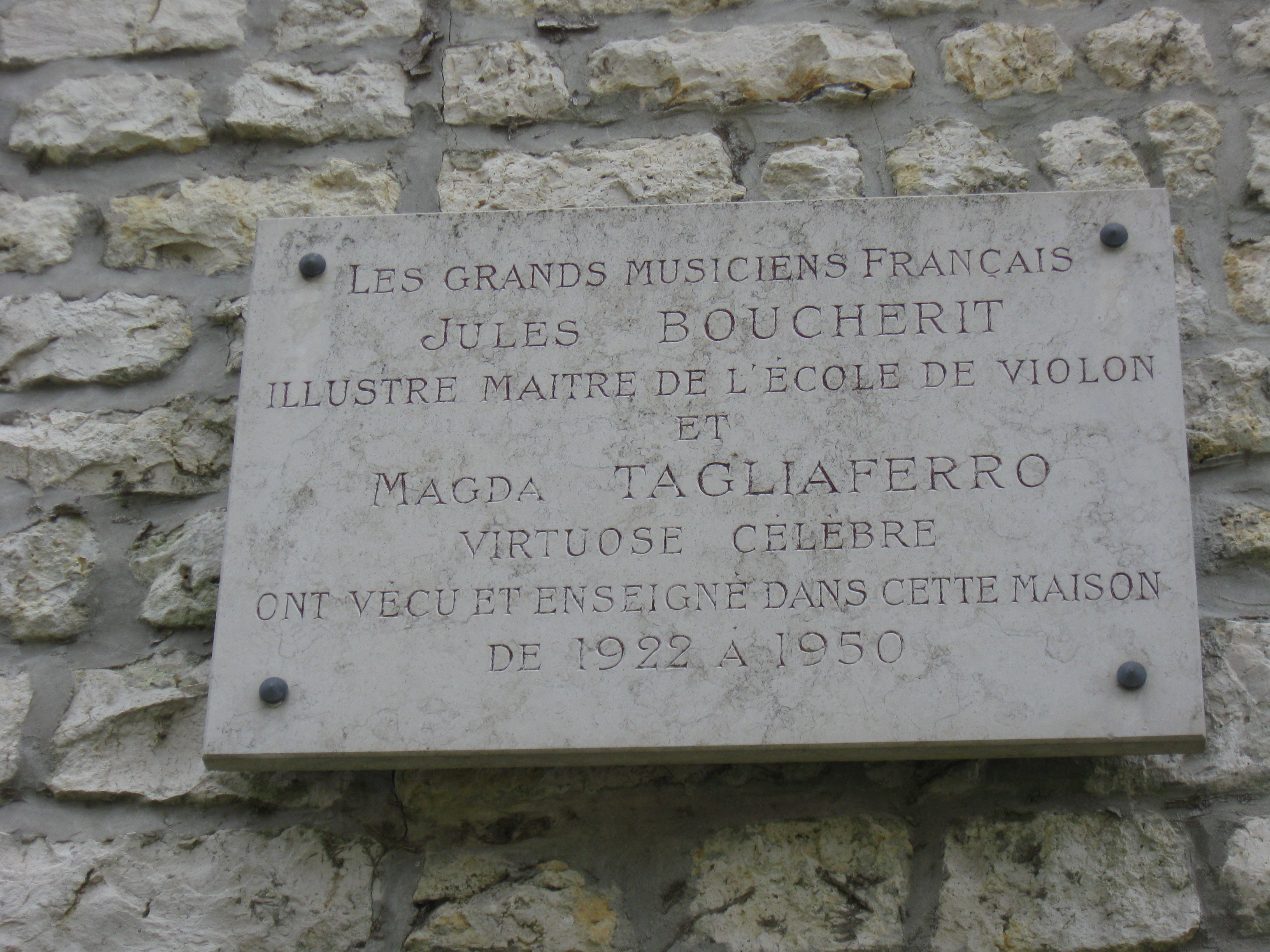
Plaque à Bourron-Marlotte (Seine-et-Marne) indiquant que Jules Boucherit a vécu à cet endroit avec Magda Tagliaferro entre 1922 et 1950.

Élève de Jules Garcin au Conservatoire national de musique de Paris, il obtient en 1892 le premier prix du conservatoire et joue aux côtés de Jacques Thibaud aux Concerts Colonne. À partir de 1915, il joue en trio avec le pianiste Maurice Dumesnil et le violoncelliste André Hekking.
Durant l'occupation, il cache, chez Magda Tagliaferro à Bourron-Marlotte, de jeunes musiciens juifs.
En 1956, il épouse son ancienne élève Denise Soriano (1916-2006), qui recevra en son nom, en décembre 1994, la médaille des Justes accordée à titre posthume à Jules Boucherit par le Comité pour Yad Vashem de Jérusalem.
Jules Boucherit a eu de nombreux élèves qui sont devenus célèbres, parmi lesquels Manuel Quiroga Losada, Ginette Neveu, Michel Schwalbé, Manuel Rosenthal, le grand violoniste de jazz Michel Warlop, Charles Cyroulnik, Giorgio Ciompi (fondateur du Ciompi Quartet), Ivry Gitlis, Michèle Boussinot, Michèle Auclair, Devy Erlih, Alban Perring, Janine Andrade, Jacques Dejean, Serge Blanc, Lola Bobesco, Henri Temianka, Denise Soriano et le grand chef d'orchestre et compositeur Jean Martinon.
Entre 1926 et 1962, il habite au n°8 rue des Marronniers (16e arrondissement de Paris). Une plaque lui rend hommage.
Il est inhumé au cimetière parisien de Bagneux (division 78).